# Marek Penszko
Marek Penszko (ur. 1948) – dziennikarz, znawca i popularyzator gier i rozrywek umysłowych, zwłaszcza matematyki rekreacyjnej. Z wykształcenia poligraf.
Początkowo redaktor i współpracownik wydawnictw szaradziarskich (m.in. Rozrywki) oraz działów łamigłówkowych w prasie codziennej. Od połowy lat 70. autor stałych rubryk w miesięcznikach popularnonaukowych: Problemy (Gry logiczne – 1974-91), Wiedza i Życie (Puzeland – od 1990), Świat Nauki (Umysł giętki – od 2005). W latach 1997–2004 dziennikarz Gazety Wyborczej. Stały współpracownik Polityki (m.in. blog).

## Publikacje
- Domino. Gry, łamigłówki, pasjanse (1981)
- Łamigłówki. Podróże w krainę matematyki rekreacyjnej (2009)[1]